# Rufus (Oregón)
Rufus es una ciudad ubicada en el condado de Sherman en el estado estadounidense de Oregón. En el año 2000 tenía una población de 268 habitantes y una densidad poblacional de 82 personas por km².

## Geografía
Rufus se encuentra ubicada en las coordenadas 45°41′40″N 120°44′17″O / 45.69444, -120.73806.

## Demografía
Según la Oficina del Censo en 2000 los ingresos medios por hogar en la localidad eran de $26,875 y los ingresos medios por familia eran $29,688. Los hombres tenían unos ingresos medios de $28,500 frente a los $21,250 para las mujeres. La renta per cápita para la localidad era de $16,801. Alrededor del 13.5% de la población estaban por debajo del umbral de pobreza.